# 保加利亞國會大樓

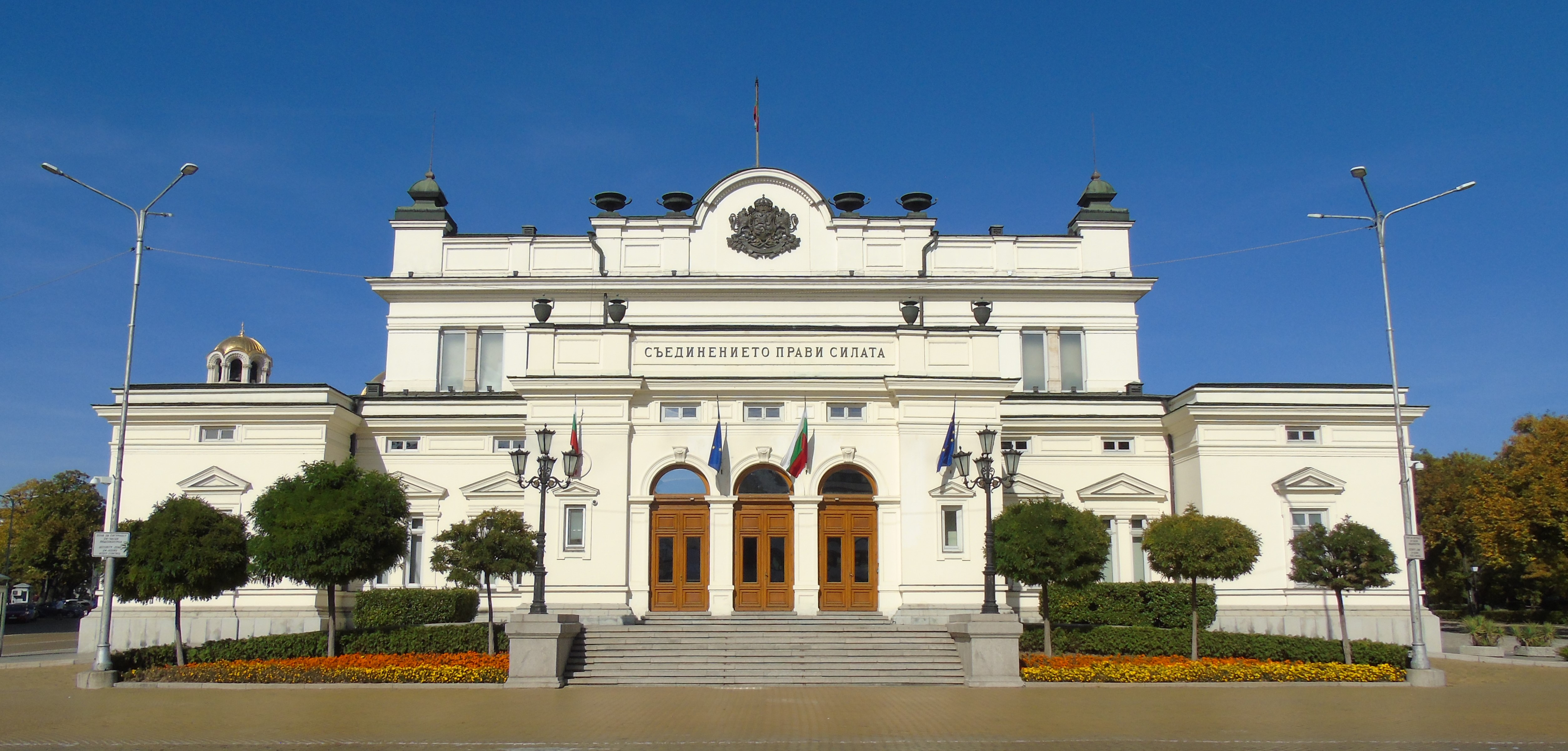
自沙皇解放者紀念碑望保加利亞國會大樓

保加利亞國會大樓是保加利亞國民議會的辦公地點，位於索非亞市中心。國會大樓外觀是新文藝復興式風格，修建於1884年至1886年期間。由於國會大樓內空間不足，保加利亞國會的部分辦公地點設在舊保加利亞共產黨總部。